# Preis der Stadt Wien für Naturwissenschaften
Der Preis der Stadt Wien für Natur- und technische Wissenschaften, auch Preis der Stadt Wien für Mathematik, Informatik, Naturwissenschaft, Technik, (oft auch verkürzt zu Preis der Stadt Wien für Naturwissenschaften) ist der seit 1947 jährlich verliehene Preis für Natur- und technische Wissenschaften der Stadt Wien. Der Preis ist mit 10.000 Euro (Stand 2018) dotiert.

## Preisträger
- 1947: Lise Meitner
- 1948: kein Preis verliehen
- 1949: Georg Wagner
- 1950: Leopold Schönbauer
- 1951: Berta Karlik
- 1952: Walter Glaser
- 1953: Franz Seelich
- 1954: Gustav Götzinger
- 1955: Karl Przibram
- 1956: Erwin Schrödinger
- 1957: Felix Mandl
- 1958: Hans Hoff
- 1959: Konrad Lorenz
- 1960: Hubert Rohracher
- 1961: Alois Kieslinger
- 1962: Richard Kuhn
- 1963: Josef Meller
- 1964: Anton Grzywienski
- 1965: Erich Schmid
- 1966: Hans Böhmer
- 1967: Marietta Blau
- 1968: Erwin Deutsch-Kempny
- 1969: Hans Tuppy
- 1970: Viktor E. Frankl, Hermann Mark
- 1971: Tassilo Antoine
- 1972: Herbert Feigl
- 1973: Anton Sattler
- 1974: Heinrich Küpper
- 1975: Hubert Borowicka
- 1976: Leopold Schmetterer
- 1977: Viktor Gutmann
- 1978: Engelbert Broda
- 1979: Heinz Parkus
- 1980: Walter Thirring
- 1981: Franz Seitelberger
- 1982: Otto Hittmair
- 1983: Kurt Komarek
- 1984: Hans Nowotny
- 1985: Johannes Pötzl
- 1986: Othmar Rescher
- 1987: Helmuth Zapfe
- 1988: Fritz Paschke
- 1989: Karl Schlögl
- 1990: Friedrich Ehrendorfer
- 1991: Adolf Neckel
- 1992: Wilhelm von der Emde
- 1993: Helmut Rauch
- 1994: Rupert Riedl
- 1995: Othmar Preining
- 1996: Herbert Pietschmann
- 1997: Peter Schuster
- 1998: Marianne Popp
- 1999: Uwe B. Sleytr
- 2000: Anton Zeilinger
- 2001: Horst Seidler
- 2002: Johann Mulzer
- 2003: Peter Skalicky
- 2004: Friedrich Steininger
- 2005: Renée Schröder
- 2006: Ferenc Krausz
- 2007: Friedrich G. Barth
- 2008: Michael Wagner
- 2009: Alexander von Gabain
- 2010: Karl Sigmund
- 2011: Giulio Superti-Furga
- 2012: Jörg Schmiedmayer
- 2013: Markus Arndt
- 2014: Barry J. Dickson
- 2015: Andrea Barta
- 2016: Walter Schachermayer
- 2017: Markus Aspelmeyer
- 2018: Monika Henzinger
- 2019: Ulrike Diebold
- 2020: Meinrad Busslinger
- 2021: Jürgen Knoblich
- 2022: Andreas Richter
- 2023: Helga Kromp-Kolb
- 2024: Georg Gottlob, Förderungspreise: Anna Breger, Marietta Zille[1]
- 2025: Sophie Zechmeister-Boltenstern, Förderungspreise: Oleg Simakov, Liuhuaying Yang[3]